# Berkane
Berkane (en àrab بركان, Birkān; en amazic ⴱⴻⵔⴽⴰⵏ) és un municipi de la província de Berkane, a la regió de L'Oriental, al Marroc. Segons el cens de 2014 tenia una població total de 109.237 persones. Limita pel nord amb el Mar Mediterrani, a l'est amb Oued Kiss (frontera amb Algèria) i la prefectura d'Oujda-Angad, a l'oest amb les províncies de Nador i Taza i al sud amb la província de Taourirt. Berkane és coneguda com la capital dels cítrics del Marroc oriental.
La ciutat de Berkane és la capital de la tribu rifenya Beni Snassen (part dels imazighen), presents als territoris: Berkane, Ahfir, Tafoughalt i Zegzel.
Sota la República del Rif (que va durar 7 anys), en la bandera del Rif, una punta de l'estel representava la tribu Beni Iznassen, aquests havien contribuït, com totes les altres tribus rifenyes, a la guerra del Rif.

## Agermanaments
- Zeist
- Bondy
- Sint-Gillis-Obbrussel
- Belleu
- Nàpols